# 尼古拉·弗兰切斯基纳
尼古拉·弗兰切斯基纳（義大利語：Nicola Franceschina，1977年5月26日—），意大利男子短道速度滑冰运动员。他曾代表意大利参加1998年、2002年和2006年冬季奥林匹克运动会短道速度滑冰比赛，获得一枚银牌。